# Abbaye de Portalegre
L’abbaye de Portalegre (en portugais Mosteiro de Nossa Senhora da Conceição de Monjas da Ordem de Cister ou Mosteiro ou Convento de São Bernardo) était une abbaye de religieuses cisterciennes. Fondée tardivement, en 1518, par l'abbaye d'Alcobaça, elle présente une architecture très particulière, typique du style manuélin et décorée de nombreux azulejos. Elle est fermée en 1854, et utilisée comme séminaire, caserne et musée depuis.

## Localisation
L'abbaye de Portalegre est située à l'est de la ville du même nom, dans la freguesia (quartier administratif) de São Lourenço.

## Histoire

### Fondation

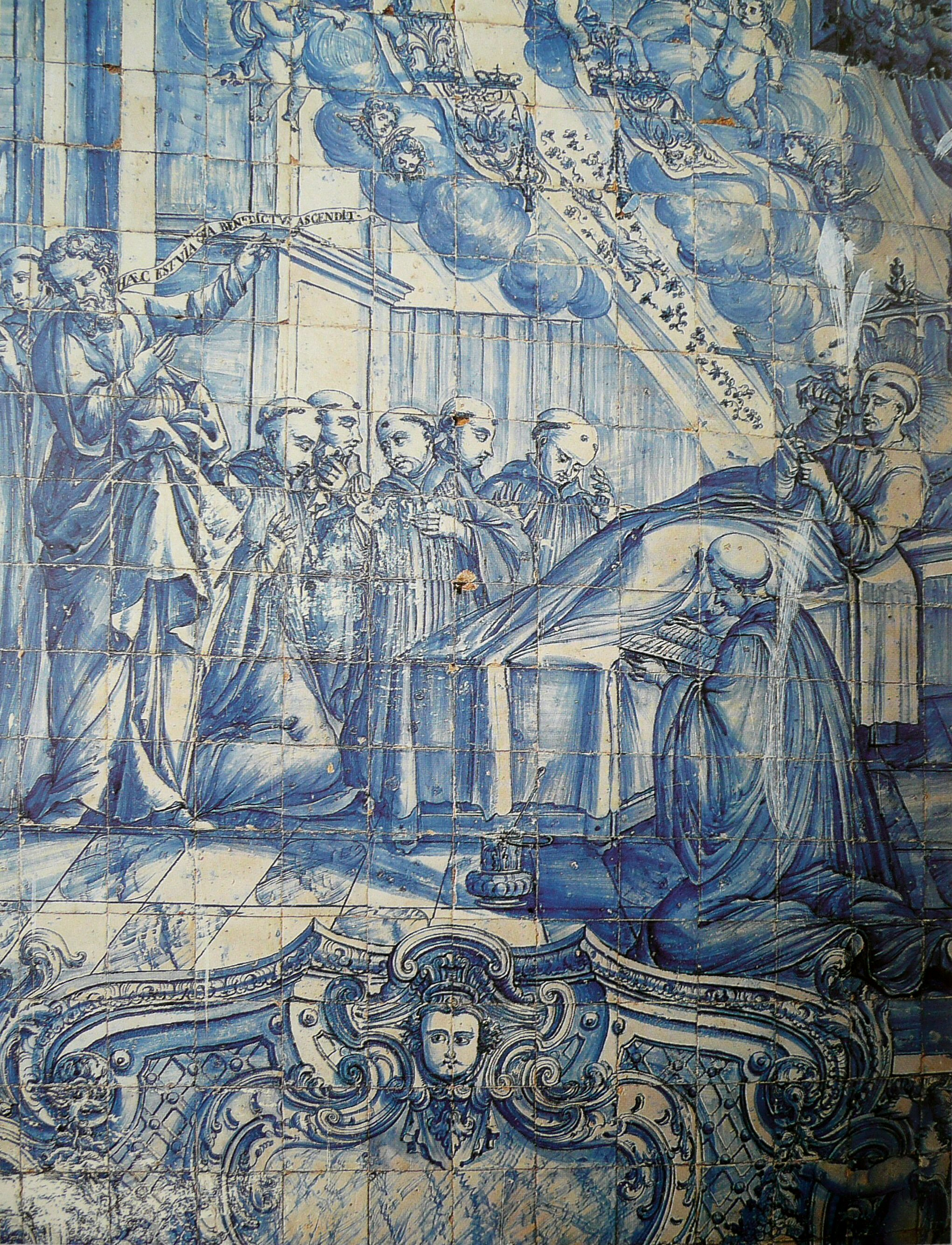
Azulejo de Portalegre représentant la mort de Bernard de Clairvaux.

L'abbaye est fondée en 1518 par Jorge de Melo (en), évêque de Guarda et initialement abbé commendataire d'Alcobaça, avant de choisir de devenir abbé régulier. Il fonde Portalegre afin d'y abriter des « demoiselles sans dot », et surtout de les accepter, non comme converses mais comme religieuses de chœur. La municipalité de Portalegre fait à cet effet don du site de Fontedeira. Une charte de Jean III confirme cette donation en 1526,,.
Largement financées par l'immense fortune de Jorge de Melo, les premières constructions débutent alors. Dès 1530, après quatre années de chantier, l'église abbatiale est terminée, ainsi que le réfectoire, le dortoir et la salle capitulaire. Le cloître oriental, commencé en 1518, est achevé en 1533. Le cloître occidental n'est achevé qu'en 1547. La consécration de l'église n'a lieu que le 16 mars 1572, par André de Noronha, évêque de Portalegre. De 1578 à 1608, une nouvelle campagne de construction agrandit la clôture au nord, afin d'y loger un nouveau dortoir,,.

### Vie de l'abbaye et dissolution
L'abbaye compte une communauté nombreuse, entre 50 et 70 moniales. Au XVIIIe siècle, les bâtiments sont restaurés en style baroque : c'est alors que sont ajoutés les nombreux azulejos qui décorent l'abbatiale . La quasi-totalité des scènes représentent la vie de saint Bernard. En 1776 et 1777, la communauté est brièvement déplacée à l'abbaye Saint-Denis d'Odivela.
L'abbaye ferme en 1854, victime des décrets de fermeture des monastères au Portugal. Toutefois, la communauté est autorisée à rester sur place jusqu'à la mort de la dernière religieuse, en 1878. Dans un premier temps après celle-ci, l'abbaye est transformée en séminaire, de 1878 à 1911. Entre-temps, en 1910, le bâtiment est classé Monument national.
De cette date à 1932 le couvent devient une caserne. Entre 1932 et 1961, il abrite le musée municipal de Portalegre (pt). Après 1961, il est de nouveau utilisé comme centre de formation militaire mais les bâtiments restent visitables.

## Architecture

### L'abbatiale
L'abbatiale présente un plan en croix latine, nef unique mais à chœur tripartite : au-delà de la croisée du transept sont placés un chœur et deux chapelles latérales. Les murs de l'ensemble sont décorés d'azulejos : chapelles latérales, chœur, transept, nef et narthex, ainsi que le porche extérieur. Les voûtes sont nervurées,.
L'abbatiale renferme également le tombeau de Jorge de Melo, large de 7,70 mètres pour 11,15 mètres de hauteur, et dont l'iconographie pose bien des questions aux archéologues. Le monument a été commencé en 1540 et terminé en 1548. La tradition veut qu'il ait été sculpté par Nicolas Chantereine. Mais la dualité des thèmes qui composent le décor incite à considérer l'hypothèse de deux artistes différents. En effet, sont abordés dans la composition un thème marial, dans lequel se distinguent en particulier les bustes d'Anne et Joachim, et une allégorie de la mort. Certains interprètent ce décor comme une évocation de la vie amoureuse, et donc pécheresse pour un homme d'Église, du fondateur de l'abbaye, qui finit d'ailleurs par être excommunié. Le tombeau de Melo aurait par ailleurs servi de modèle au tombeau de Isabel de Sousa, sœur de Diogo de Sousa (pt).
La chaire est hexagonale et réalisée en marbre d'Estremoz ; elle est ornée de visages sculptés en bas-reliefs, de fleurs, de griffons et de masques. De même l'autel, consacré à Notre-dame de Pitié, est du même marbre.
Le portail principal est également orné de sculptures ; mais ce sont là des représentations mettant plus en valeur Jorge de Melo. 

### Les cloîtres

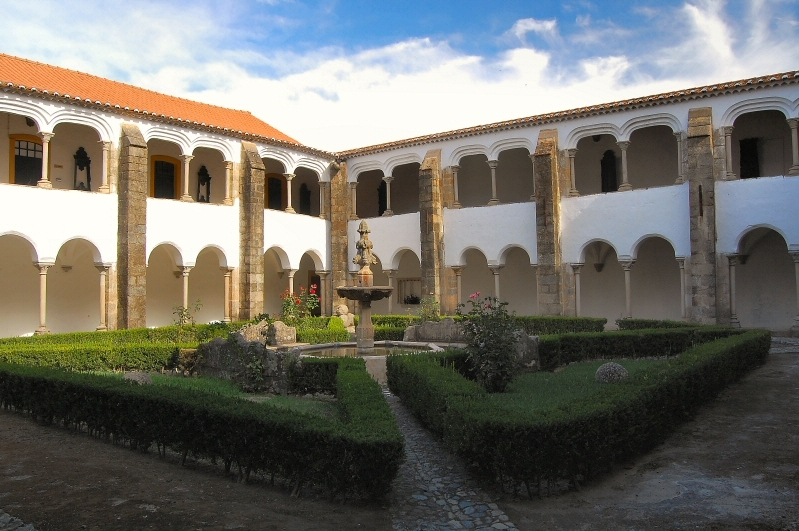
Le grand cloître (occidental) de l'abbaye.

L'abbaye comporte deux cloîtres, un situé à l'ouest et de dimensions un peu plus importantes (19 mètres de côté) que celui situé à l'est (14 mètres de côté). Le cloître occidental présente la caractéristique d'être à deux niveaux. Le cloître oriental est situé sur le flanc septentrional de l'église. Il donne accès en particulier à la salle capitulaire très bien conservée. La clôture a été bien respectée et les bâtiments conventuels sont à peu près dans l'état dans lequel ils étaient à la fin de la période monastique.